# Historia de los vuelos espaciales

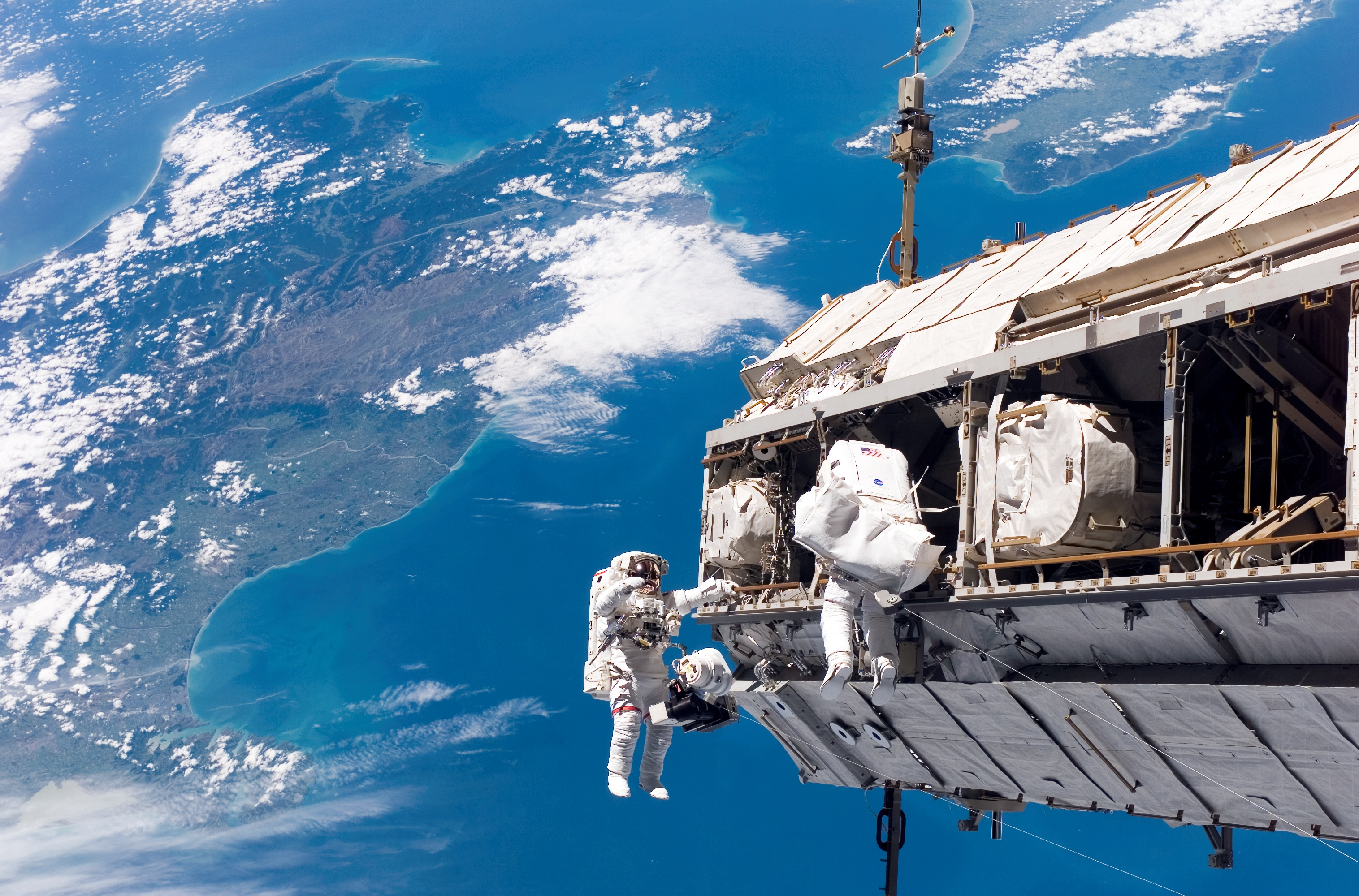
El movimiento de caminatas espaciales necesarios para construir la ISS empequeñecía la experiencia existente de la base ese momento para esta actividad, un obstáculo llamado "Wall of EVA"

Los vuelos espaciales pasaron a formar parte de los logros de la humanidad en el siglo XX, después de los avances teóricos y prácticos llevados a cabo por Konstantín Tsiolkovski y Robert H. Goddard. La Unión Soviética tomó la delantera en la carrera espacial tras la posguerra de la Segunda Guerra Mundial con el primer satélite, el primer hombre y la primera mujer en órbita. Los Estados Unidos alcanzaron a sus rivales soviéticos aterrizando al primer hombre en la Luna en 1969.
Tras el final de la carrera espacial, los vuelos espaciales se han caracterizado por una mayor cooperación internacional, el acceso más barato a la órbita baja terrestre y una expansión de las empresas comerciales. Varias sondas interplanetarias han visitado todos los planetas del Sistema Solar, y los seres humanos han permanecido en órbita durante largos períodos a bordo estaciones espaciales como la Mir o la Estación Espacial Internacional. Más recientemente, China ha emergido como el tercer país con una capacidad de vuelo espacial significativa, incluyendo misiones de vuelo espacial tripulado.

## Antecedentes

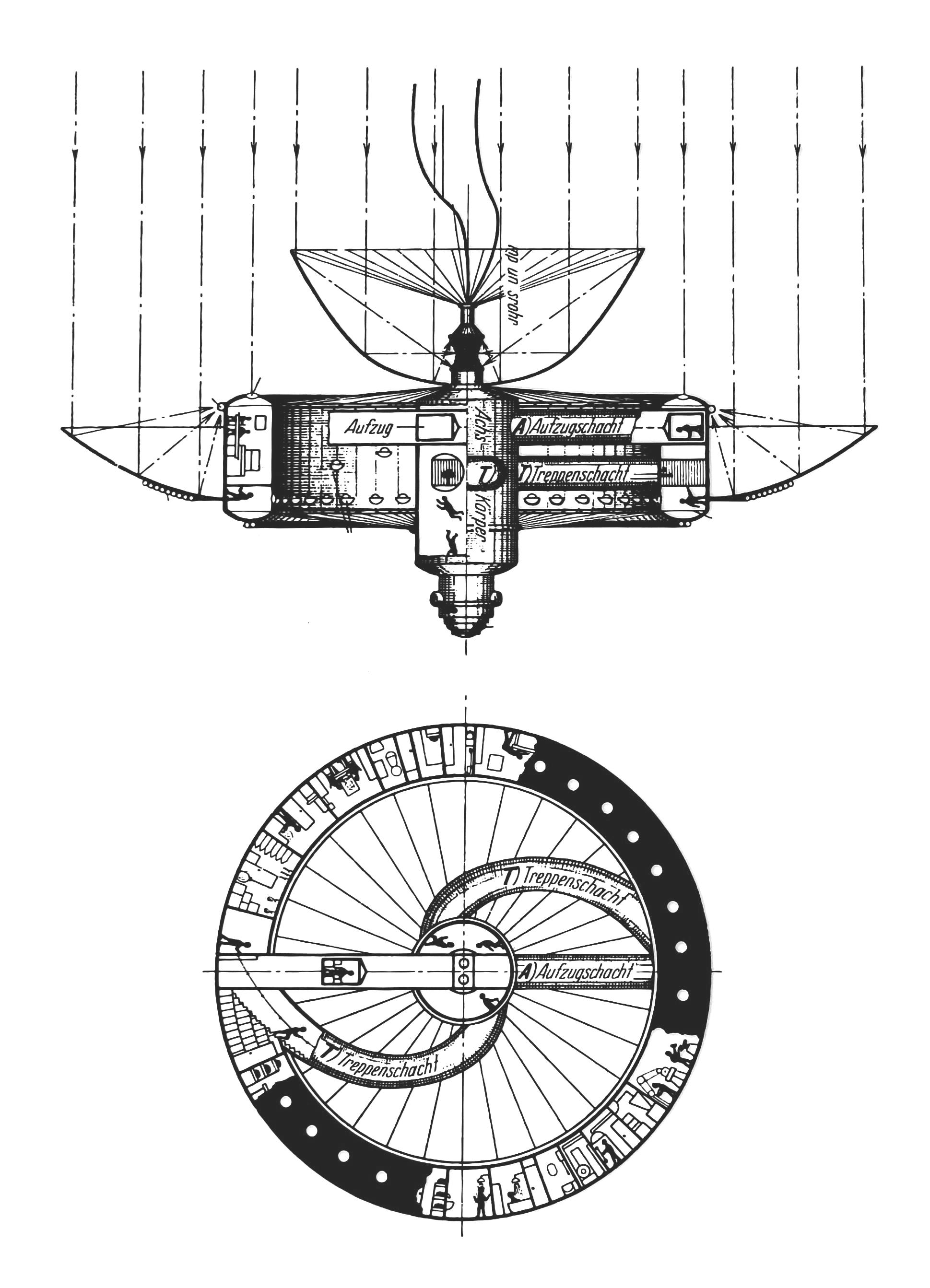
Descripción de una estación espacial en el libro The Problem of Space Travel de Herman Potočnik.

A principios del siglo XX hubo una explosión de investigación científica dentro de los viajes interplanetarios, inspirados en la ficción de escritores como Julio Verne (De la Tierra a la Luna) y H. G. Wells (La guerra de los mundos).
La primera propuesta realista acerca de vuelos espaciales se remonta a Konstantin Tsiolkovsky. Su obra más famosa, "Исследование мировых пространств реактивными приборами" (Issledovanie mirovikh prostranstv reaktivnimi priborami, o La Exploración del Espacio Cósmico por Medio de Dispositivos de Reacción), fue publicada en 1903, pero debido a que era un trabajo muy teórico, no llegó a ser muy influyente fuera de Rusia.
Los vuelos espaciales se convirtieron en una posibilidad en ingeniería, gracias al artículo "A Method of Reaching Extreme Altitudes" de Robert H. Goddard publicado en 1919, en el cual su aplicación de la Tobera de Laval a los cohetes de combustible líquido dio el poder suficiente para que los viajes interplanetarios llegaran a ser posibles. Este trabajo influyó mucho a Hermann Oberth y Wernher Von Braun, que posteriormente fueron actores clave en los vuelos espaciales.
En 1929, el oficial esloveno Herman Potočnik fue el primero en imaginar una estación espacial completa en su libro The Problem of Space Travel (El Problema de los viajes espaciales).
El primer cohete en llegar al espacio fue un cohete V2 de origen alemán, en un vuelo de prueba en junio de 1944.

## Carrera espacial
Los vuelos espaciales orbitales, tanto tripulados como no tripulados, fueron desarrollados por primera vez por la Unión Soviética y Estados Unidos durante la Guerra Fría, en el periodo denominado la carrera espacial.

### El primer satélite no tripulado

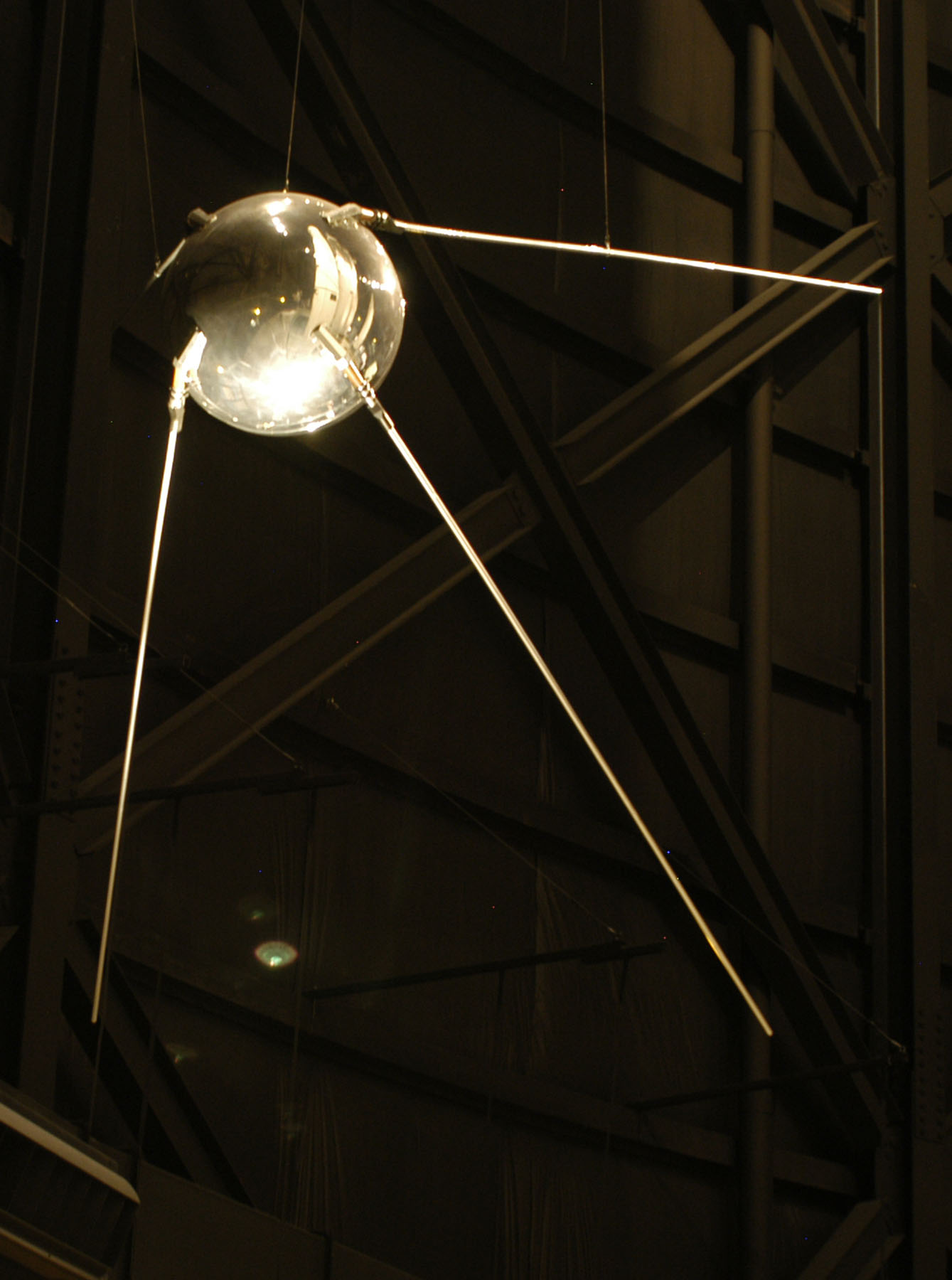
Réplica del Sputnik 1.

La carrera comenzó en 1957, cuando los Estados Unidos y la Unión Soviética hicieron declaraciones anunciando que planeaban lanzar satélites: El 29 de julio de 1957, Estados Unidos anunció un lanzamiento previsto del [Vanguard] en la primavera de 1958, y el 31 de julio, la Unión Soviética anunció que lanzaría un satélite en otoño de 1957.
El 4 de octubre de 1957, la Unión Soviética lanzó el Sputnik 1, el primer satélite artificial de la Tierra en la historia de la humanidad.
El 3 de noviembre de 1957, la Unión Soviética lanzó el segundo satélite, el Sputnik 2, siendo el primer satélite en llevar a un animal vivo, un perro llamado Laika. El Sputnik 3 fue lanzado el 15 de mayo de 1958, y llevó a una gran variedad de instrumentos para investigación geofísica, los cuales proporcionaron datos sobre la presión y la composición de la atmósfera superior, la concentración de las partículas, fotones en rayos cósmicos, núcleos pesados en los rayos cósmicos, los campos magnéticos y electrostáticos, y partículas meteóricas.
Tras una serie de fracasos con el programa, el 1 de febrero de 1958 los Estados Unidos lograron, con el Explorer 1, situar un satélite en el espacio, convirtiéndose así en el primer satélite estadounidense.
La conmoción pública estadounidense sobre el Sputnik 1 fue conocida como la crisis del Sputnik. El 29 de julio de 1958, el Congreso de Estados Unidos aprobó una ley convirtiendo la NACA (National Advisory Committee for Aeronautics: Comité Consejero Nacional para la Aeronáutica) en la NASA (Administración Nacional de la Aeronáutica y del Espacio), siendo responsable de los programas espaciales de la nación. En 1959, la NASA comenzó el programa Mercury cuyo objetivo era lanzar cápsulas monoplaza (un solo hombre) en la órbita terrestre, para ello se eligió a un cuerpo de siete astronautas, conocidos como los «Mercury Seven».

### El primer hombre en el espacio

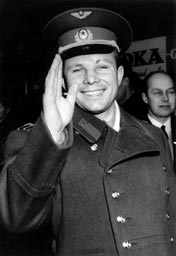
Yuri Gagarin

El 12 de abril de 1961, la URSS inició la era de los vuelos espaciales tripulados, con el vuelo del primer cosmonauta, Yuri Gagarin. El vuelo de Gagarin, que forma parte del programa de exploración soviético Vostok, duró 108 minutos y consistió en una sola órbita de la Tierra.
El 7 de agosto de 1961 Guerman Titov, otro cosmonauta soviético, se convirtió en el segundo hombre en órbita durante su misión Vostok 2. Para el 16 de junio de 1962 la Unión Soviética lanzó un total de seis cosmonautas dentro de la misión Vostok, dos pares volando al mismo tiempo, y acumulando un total de 260 cosmonauta-órbitas y sobre dieciséis cosmonauta-día en el espacio.
El 5 de mayo de 1961, los Estados Unidos lanzaron su primer astronauta suborbital, Alan Shepard, en la cápsula Freedom 7. A diferencia de Gagarin, Shepard controló manualmente la actitud de su nave y aterrizó dentro de ella, lo que técnicamente convirtió a Freedom 7 en el primer vuelo espacial humano completo según las definiciones de la entonces FAI, pero más tarde reconoció que Gagarin fue el primer humano en volar al espacio. Anteriormente, el 31 de enero, mediante la misión Mercury Redstone 2 de la NASA, el chimpancé Ham se convirtió en el primer homínido en el espacio. El público estadounidense se fue volviendo cada vez más sorprendido y alarmado por el liderato obtenido por la URSS, así que el presidente John F. Kennedy anunció el 25 de mayo un plan para que un hombre llegara a la Luna en 1970, lanzando así el programa Apolo.
El 20 de febrero de 1962, los Estados Unidos lograron lanzar el tercer vuelo espacial orbital tripulado de la historia, con John Glenn, convirtiéndose así en el primer astronauta orbital de Estados Unidos, llevando a cabo tres órbitas durante su misión Friendship 7.
Para el 16 de mayo de 1963, los Estados Unidos habían lanzado un total de seis astronautas en el programa Mercury, registrando un total acumulado de 34 órbitas de la Tierra y 51 horas en el espacio.

### Primera mujer en el espacio

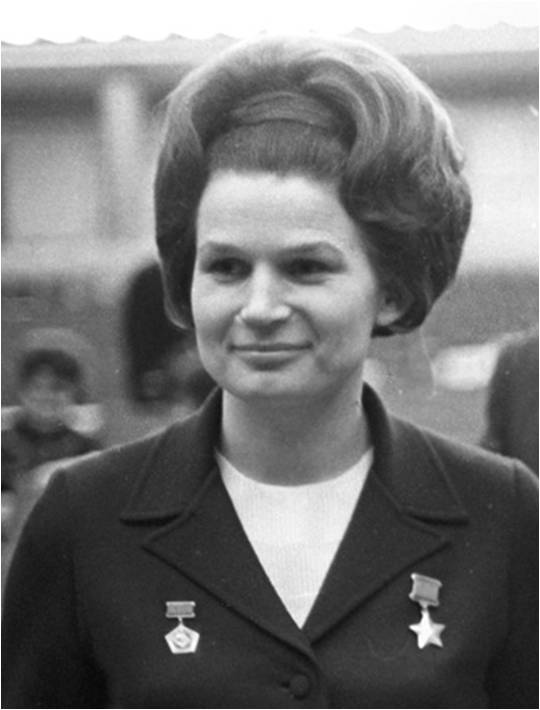
Valentina Tereshkova

La primera mujer en el espacio fue la exparacaidista Valentina Tereshkova, que entró en órbita el 16 de junio de 1963, a bordo de la misión soviética Vostok 6. El diseñador jefe de naves espaciales soviético, Serguéi Koroliov, concibió la idea de reclutar un cuerpo de cosmonautas femenino y lanzar dos mujeres simultáneamente en Vostok 5/6. Sin embargo, su plan fue cambiado para lanzar primero a un hombre en Vostok 5, seguido un poco después por Tereshkova. Kruschev habló personalmente con Tereshkova por radio durante su vuelo.
El 3 de noviembre de 1963, Tereshkova se casó con su compañero Andrian Nikolayev, el cual había volado previamente en el Vostok 3. El 8 de junio de 1964, Tereshkova dio a luz al primer niño concebido por dos viajeros del espacio. La pareja se divorció en 1982, y Tereshkova se convirtió en un miembro prominente del Partido Comunista de la Unión Soviética.
La segunda mujer en volar al espacio fue la aviadora Svetlana Savítskaya, a bordo del Soyuz T-7 el 18 de agosto de 1982.
Sally Ride se convirtió en la primera mujer estadounidense en el espacio, cuando voló a bordo del transbordador espacial en la misión STS-7 el 18 de junio de 1983. Los viajes espaciales de mujeres fueron usuales en la década de los 80.

### Desarrollo de la competencia
Khrushchev presionó a Korolyov para producir rápidamente mayores logros espaciales para competir con los planes Gemini y Apollo. Antes de permitirle desarrollar sus planes para un viaje espacial tripulado con la nave Soyuz, se vio obligado a hacer modificaciones para poder meter dos o tres hombres en la nave espacial Vostok, llamando al resultado obtenido Voskhod. Sólo dos de ellos se lanzaron. Voskhod 1 fue la primera nave espacial con una tripulación de tres, los cuales podían llevar trajes espaciales debido a restricciones de tamaño y peso. Alexei Leonov realizó la primera caminata espacial cuando salió de la Voskhod 2 el 8 de marzo de 1965. Estaba casi perdido en el espacio cuando tuvo grandes dificultades para ajustar su traje espacial inflado de nuevo en la cabina a través de una esclusa de aire, y debido a un error aterrizando, él y su compañero de tripulación que se perdieron en un bosque peligroso durante horas antes de ser encontrado.
El inicio de las misiones tripuladas Gemini se retrasaron un año, pero diez exitosas misiones que se pusieron en marcha en 1965 y 1966, permitieron que los Estados Unidos superaran a la Unión Soviética. La URSS no hizo vuelos tripulados durante este período, pero continuó desarrollando su nave Soyuz, y secretamente aceptó el desafío lunar de Kennedy, diseñando variantes para su nave Soyuz para la órbita lunar y el aterrizaje. También intentaron desarrollar el N1, similar al estadounidense Saturno V.
Como ambas naciones se apresuraron para obtener una nueva nave tripulada, la intensidad de la competencia los alcanzó a principios de 1967, cuando sufrieron sus primeras víctimas mortales. El 27 de enero, toda la tripulación del Apolo 1, Gus Grissom, Ed White y Roger Chaffee, murieron por asfixia en un incendio que se extendió a través de su cabina durante una prueba de tierra que ocurrió aproximadamente un mes antes de la fecha de lanzamiento prevista. El 24 de abril, el único piloto de la Soyuz 1, Vladimir Komarov, murió en un accidente cuando su paracaídas de aterrizaje, tras una misión interrumpida por problemas eléctricos y de control. Ambos accidentes fueron causados por defectos de diseño en las naves, los cuales fueron corregidos antes de reanudar los vuelos tripulados.

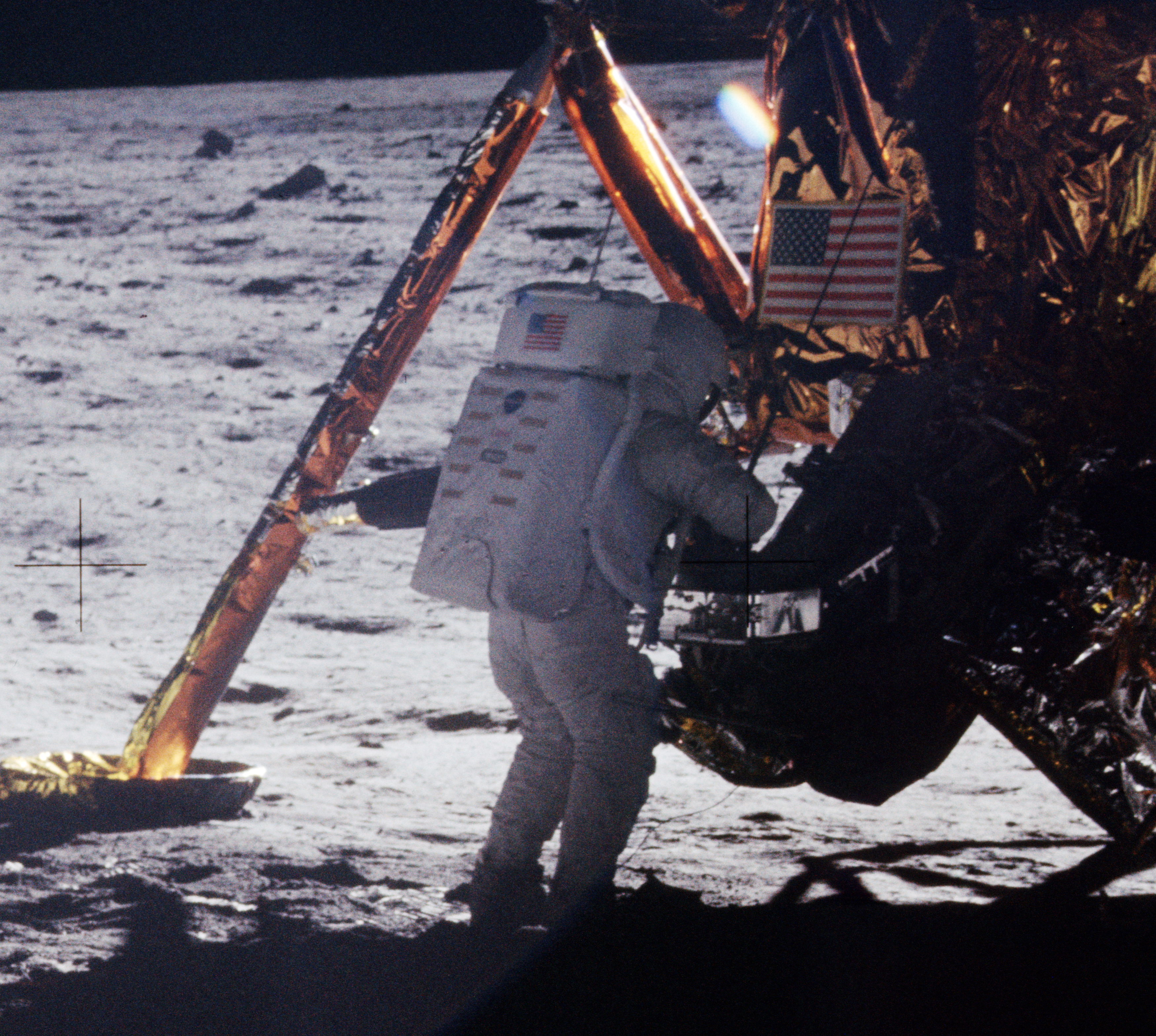
Neil Armstrong trabajando sobre su nave en la superficie lunar. (NASA photo AS11-40-5886).

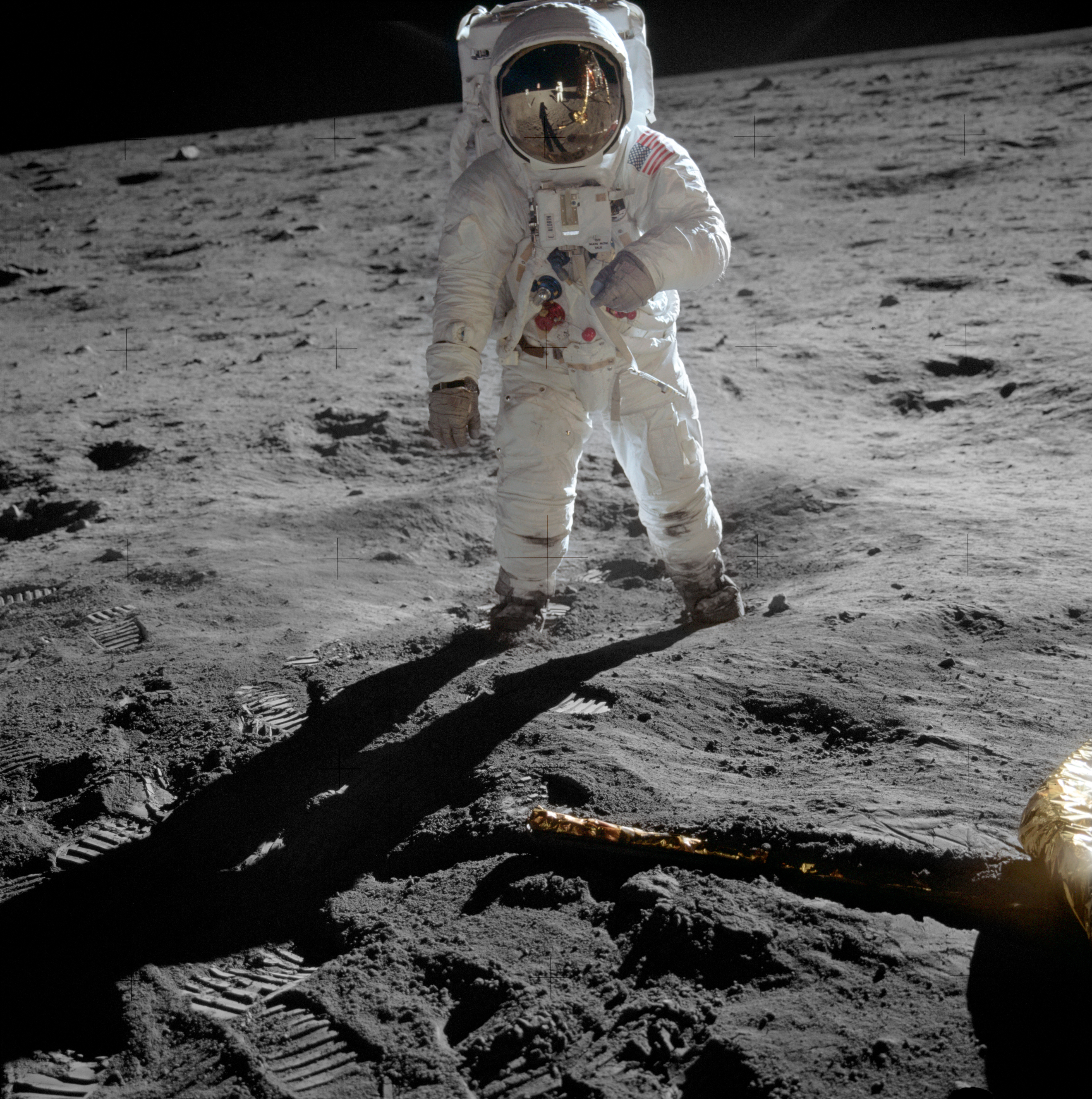
Buzz Aldrin posando en la Luna.

Los Estados Unidos lograron el objetivo propuesto por el presidente Kennedy el 20 de julio de 1969, con el desembarco de Apolo 11. Neil Armstrong y Buzz Aldrin se convirtieron en los primeros hombres en pisar la Luna. Seis aterrizajes exitosos se lograron a través de 1972, con un fracaso, el Apolo 13.
El cohete N1 sufrió cuatro fallos catastróficos en lanzamientos no tripulados entre 1969 y 1972, lo que obligó al gobierno soviético a suspender oficialmente su programa lunar tripulado del 24 de junio de 1974, cuando Valentín Glushkó sucedió a Korolyov como diseñador general.
Ambas naciones siguieron en la lucha mediante pequeños laboratorios tripulados, llamados Salyut y Skylab, usando Soyuz y Apolo como lanzaderas. Los Estados Unidos lanzaron un solo Skylab, pero la URSS puso marcha un total de siete "Salyuts", tres de los cuales fueron en secreto estaciones militares tripulados de reconocimiento, llamadas Almaz, que llevaban cañones "defensivos". Se llegó a la conclusión de que tener estaciones de reconocimiento tripulados era una mala idea ya que los satélites no tripulados podrían hacer el trabajo mucho más rentable. La Fuerza Aérea de los Estados Unidos había planeado fabricar una estación tripulada de reconocimiento, el Laboratorio Orbital Tripulado, el cual fue cancelado en 1969. Los soviéticos cancelaron el Almaz en 1978.
En una época de distensión, los dos competidores declararon el fin de la carrera y se dieron la mano (literalmente) el 17 de julio de 1975, con el Proyecto de pruebas Apolo-Soyuz, donde atracaron las dos naves, y las tripulaciones intercambiaron visitas.

## Programas

### Transbordador Espacial

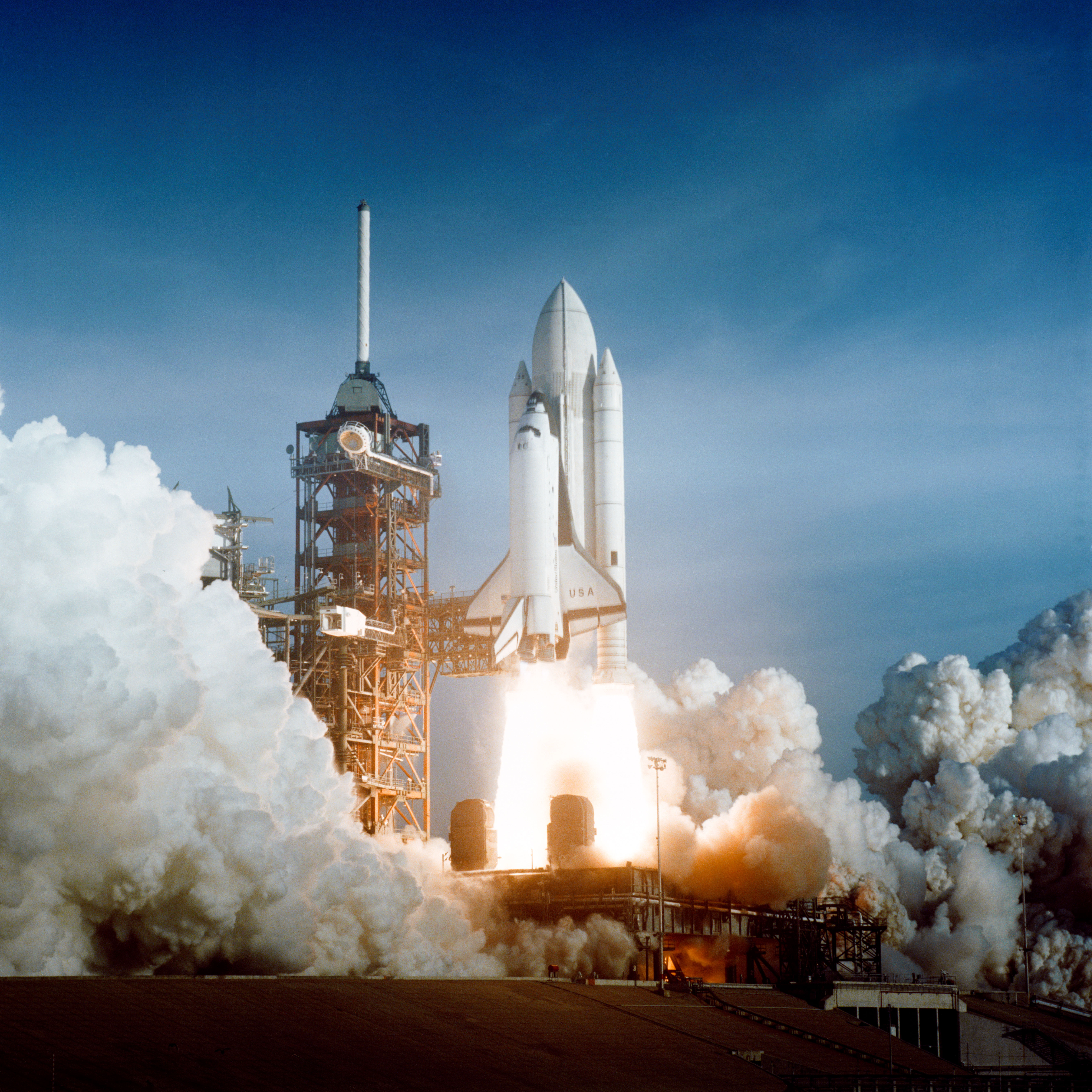
El transbordador espacial Columbia, 1981.

Aunque el ritmo fue más lento, la exploración espacial continuó después del final de la carrera espacial. Estados Unidos lanzó la primera nave espacial reutilizable, el transbordador espacial, en el 20 aniversario del vuelo de Gagarin el 12 de abril de 1981. El 15 de noviembre de 1988, la Unión Soviética superó eso con un vuelo no tripulado del transbordador Burán, su primera y única nave espacial reutilizable, la cual nunca fue utilizada de nuevo después de dicho vuelo. En su lugar, la Unión Soviética continuó desarrollando las estaciones espaciales utilizando la Soyuz como lanzadera.
Sally Ride se convirtió en la primera mujer estadounidense en el espacio en 1983. Eileen Collins fue el primer piloto femenino de lanzadera, y con la misión del transbordador STS-93 en julio de 1999 se convirtió en la primera mujer en comandar una nave espacial de Estados Unidos.

### Soyuz/Mir
El récord de más larga resistencia humana en una sola partida en el espacio está en manos de Valeri Poliakov, quien dejó la Tierra el 8 de enero de 1994, y permaneció a bordo de la Mir un total de 437 días, 17 horas, 58 minutos y 16 segundos, regresando el 22 de marzo de 1995. Serguéi Krikaliov tiene el récord actual de tiempo total combinado en el espacio: 803 días, 9 horas, y 39 segundos. La Mir fue ocupada de forma continua durante 3.644 días, ocho días cortos para hacer un total de 10 años, entre el lanzamiento del Soyuz TM-8 el 5 de septiembre de 1989, y el aterrizaje de la Soyuz TM-29 el 28 de agosto de 1999. Este registro ha estado imbatido hasta que fue superado por la Estación Espacial Internacional (ISS) en 2010. La ISS se ha ocupado de forma continua durante 5.330 días.

### Estación Espacial Internacional

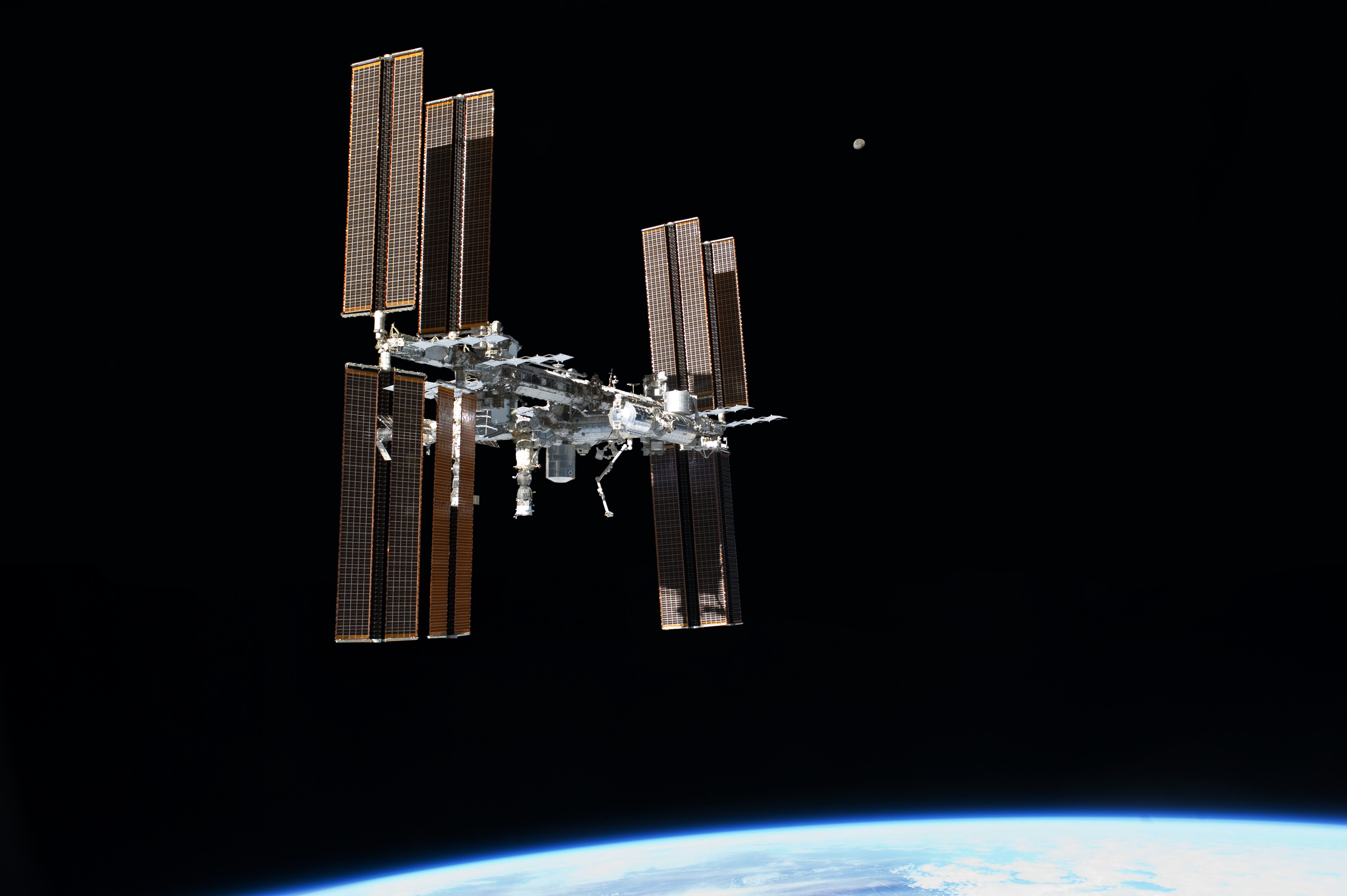
La ISS vista por el transbordador espacial Atlantis.

Exploración espacial reciente ha procedido, en cierta medida en una cooperación mundial, el punto más alto de los cuales fue la construcción y explotación de la Estación Espacial Internacional (ISS). Al mismo tiempo, la carrera espacial internacional entre potencias espaciales más pequeños desde finales del siglo XX, puede ser considerada la fundación y expansión de los mercados de lanzamientos de cohetes comerciales y el turismo espacial.
Los Estados Unidos siguieron otra exploración espacial, incluyendo mayor participación con la ISS con sus propios módulos. También planeó una serie de sondas no tripuladas a Marte, satélites militares, y más. El Proyecto Constelación, fue iniciado por el presidente George W. Bush en 2004, con el objetivo de lanzar una nave espacial multifunción de última generación llamada Orión en 2018. Un posterior regreso a la Luna en 2020 iba a ser seguido por los vuelos tripulados a Marte, pero el programa fue cancelado en 2010.
Rusia, sucesora de la Unión Soviética, tiene un alto potencial pero menor financiación. Sus propios programas espaciales, algunos de carácter militar, realizan varias funciones. Ofrecen una amplia de servicios de lanzamiento comerciales sin dejar de apoyar a la ISS con varios de sus propios módulos. Están desarrollando una nueva nave espacial tripulada, PPTS (Posible Sistema de Transporte Pilotado), para su uso en 2018 y para la cual tienen planeado que lleve a cabo misiones lunares tripuladas. El programa tiene como objetivo poner a un hombre en la Luna en la década de 2020, convirtiéndose en el segundo país en hacerlo.

### Agencia Espacial Europea
La Agencia Espacial Europea ha tomado la delantera en lanzamientos comerciales no tripulados desde la introducción del Ariane 4 en 1988, compitiendo con la NASA, Rusia, Sea Launch (privado), China, India y otros. El transbordador Hermes y la estación espacial Columbus estaban en fase de desarrollo a finales de 1980 en Europa; sin embargo, se cancelaron dichos proyectos, y Europa no llegó a ser la tercera mayor "potencia espacial".
La Agencia Espacial Europea ha lanzado varios satélites, ha utilizado el módulo tripulado Spacelab a bordo de los transbordadores estadounidenses, y ha enviado sondas a cometas y Marte. También participa en la ISS con su propio módulo y la nave espacial de carga no tripulada ATV.
Actualmente la ESA tiene un programa para el desarrollo de una nave espacial multifunción tripulada independiente, CSTS, cuya finalización se estima en 2018. Otros objetivos incluyen un ambicioso plan llamado el Programa Aurora, que pretende enviar humano a Marte poco después de 2030. Un conjunto de varios misiones históricas para alcanzar este objetivo están actualmente bajo consideración.

### China
La República Popular China ha llevado a cabo vuelos espaciales tripulados y proporciona un servicio de lanzamiento de satélites comerciales. Hay planes para una estación espacial china y un programa para enviar sondas no tripuladas a Marte. China está lista para convertirse en la tercera mayor potencia espacial.
El primer intento de China de desarrollar una nave espacial tripulada, Shuguang, fue abandonado después de años de desarrollo, pero el 15 de octubre de 2003, China se convirtió en la tercera nación en desarrollar una capacidad de vuelo espacial humana cuando Yang Liwei entró en órbita a bordo del Shenzhou 5.
El Pentágono publicó un informe en 2006, detallando las preocupaciones sobre la creciente presencia de China en el espacio, incluyendo su capacidad para la acción militar. En 2007 China probó un misil balístico diseñado para destruir satélites en órbita. En 2008, los Estados Unidos realizaron una demostración de similar capacidad.

### Japón
La agencia espacial de Japón, la Agencia de Exploración Aeroespacial de Japón, es muy importante en Asia. Japón ha desplegado un módulo en la ISS y maneja una nave de carga no tripulada, el Vehículo de transferencia H-II.
JAXA tiene planes para lanzar una sonda a Marte. Su sonda lunar, SELENE, es promocionada como la misión de exploración lunar más sofisticada de la post era Apolo. La sonda japonesa Hayabusa fue la primera en volver de un asteroide. IKAROS fue el primero con una versión operativa de Vela Solar.
Aunque Japón desarrolló el HOPE-X, el Kankoh-maru y la cápsula tripulada Fuji, ninguno de ellos ha sido puesto en marcha. La ambición de Japón es desplegar una nueva nave espacial tripulada en 2025 y establecer una base lunar para 2030.

### India
La Agencia India de Investigación Espacial (ISRO) mantiene un programa espacial activo. Lleva a cabo un pequeño servicio comercial de lanzamiento y lanzó la misión lunar tripulada Chandrayaan-1 en 2007 y la Chandrayaan-2 en 2019. El lanzamiento de la misión Chandrayaan-3 está previsto para 2022. La India tiene planes para una misión no tripulada a la Luna, la Chandrayaan 2 para finales de 2016 o principios de 2017. India ha lanzado con éxito una misión interplanetaria, la Mars Orbiter Mission, en 2013, que llegó a Marte en septiembre de 2014.

### Otras naciones
Cosmonautas y astronautas de otras naciones han volado en el espacio, comenzando con el vuelo del checo Vladimir Remek, en una nave espacial soviética el 2 de marzo de 1978. A partir de 2007, los ciudadanos de 33 naciones (incluyendo turistas espaciales) han volado al espacio a bordo de naves espaciales soviéticas, estadounidenses, rusas, etc. India y Japón son cada vez más capaces de competir en la investigación y la actividad espacial. Estas naciones, junto con China, forman los principales actores en la carrera espacial asiática. Irán anunció recientemente sus planes para comenzar un programa espacial tripulado en 2021.